# Shoplifter
«Shoplifter» es un sencillo de la banda estadounidense de rock Green Day. En un principio apareció como lado B en el disco "American Idiot" lanzado en Australia. La canción fue grabada en 2003 en el Studio 880 en Oakland, California, poco antes de las sesiones de grabación de American Idiot, y no estaba destinada a ser lanzada en American Idiot, como muchos creen. Sin embargo, iba a ser destinada a ser publicada en el álbum inédito Cigarettes and Valentines.

## Lista de canciones
| Descarga Digital |              |          |  |
| N.º              | Título       | Duración |  |
| 1.               | «Shoplifter» | 1:50     |  |

## Publicación
La pista fue lanzada originalmente en el "American Idiot" lanzado en Australia, como se mencionó anteriormente. Más tarde fue lanzado como sencillo exclusivamente a través de la tienda en línea iTunes Store el 21 de septiembre de 2004. El sencillo fue retirado de iTunes el 16 de abril de 2009. Aunque las personas la pueden comprar en iTunes a través de American Idiot Deluxe Edition por $ 1,29

## Particularidades
Entre las particularidades de esta canción se encuentra su gran parecido con Blood Sex & Booze (de Warning), Dirty Rotten Bastards (de ¡Tré!) y Amy (de ¡Dos!).